# Wingersheim
Wingersheim é uma ex-comuna francesa na região administrativa de Grande Leste, no departamento doBaixo Reno. Estendeu-se por uma área de 8,03 km². Em 2010 a comuna tinha 2 353 habitantes (densidade: 293 hab./km²).
Em 1 de janeiro de 2016 foi fundida com as comunas de Gingsheim, Hohatzenheim e Mittelhausen para a criação da nova comuna de Wingersheim-les-Quatre-Bans.